# 柯里昂家族 (小說)
《柯里昂家族》（英語：The Family Corleone）是一本由爱德华·法爾科所寫的2012年小說，改編自馬里奧·普佐未製作的劇本，而馬里奧·普佐於1999年去世。該小說是普佐所寫的《教父》的前傳。該小說在2012年5月8日發售。

## 有聲書
《柯里昂家族》的有聲書由Hachette Audio公司製作，波比·簡拿威朗讀。